# Vlag van Grimbergen
De vlag van Grimbergen werd door de gemeenteraad op 26 maart 1981 officieel vastgesteld als de gemeentelijke vlag van de Vlaams-Brabantse gemeente Grimbergen. Op 1 december 1981 werd hij door het koninklijk besluit bevestigd en uiteindelijk gepubliceerd op 13 januari 1982 en opnieuw op 4 januari 1995 in het officiële Belgisch Staatsblad.
Officieel wordt de vlag beschreven als:
Geel met een blauwe dwarsbalk en twee rode schuinstaken over alles heen.
De vlag is volledig gebaseerd op het gemeentewapen en ziet er dus helemaal hetzelfde uit.

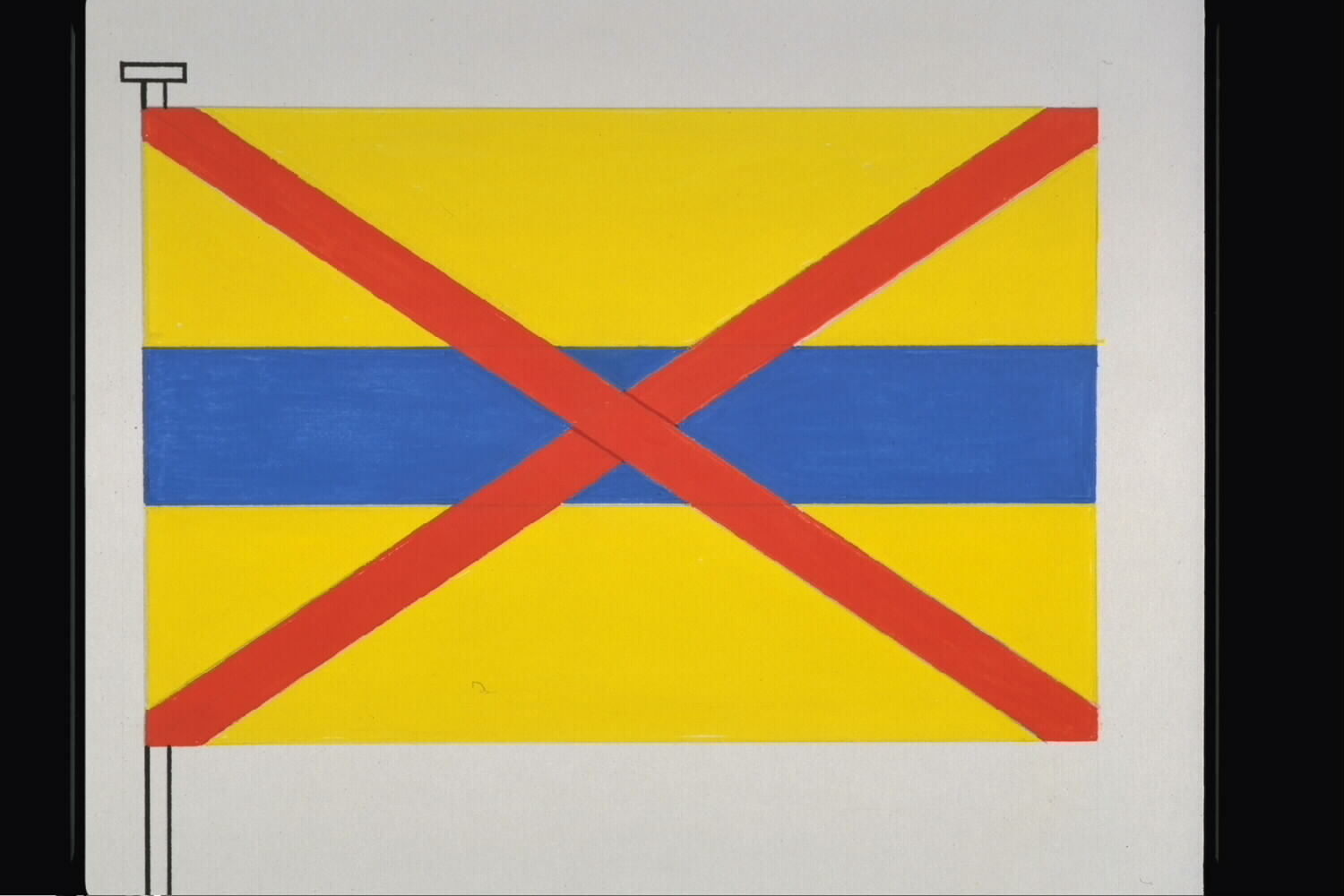
Officiële tekening van de vlag